# Inder Sen Chopra
Inder Sen Chopra fue un diplomático, indio.
- El 29 de enero de 1931 fue comisionado al Ejército Indio Británico.[2]
- En enero de 1937 entró al Indian Political Service.[3]
- En febrero de 1937 fue designado agente político del Agencies of British India en Loralai.
- En marzo de 1943 fue encargado con los suministros de alimentos en el Departemiento de Seguros e ingresos de Baluchistán.
- En 1947 fue secretario de embajada de primera clase en Washington, D C.
- En 1949 fue secretario adjunto.
- En 1950 fue Jefe de Protocolo.
- De 1955 a 1958 fue embajador en Estocolmo (Suecia).
- De 1958 a 1961 fue embajador en Bagdad (Irak).
- De 1962 a 1963 fue embajador en Beirut (Líbano).
- A partir de 1963 fue coacreditado como embajador en la Ciudad de Kuwait (Kuwait) con residencia en Beirut.
- De diciembre de 1964 a septiembre de 1967 fue embajador en Buenos Aires.[4]